# Pterocyclophora ridleyi
Pterocyclophora ridleyi là một loài bướm đêm trong họ Erebidae.